# Campeonato Asiático de Handebol Feminino de 2017
O Campeonato Asiático de Handebol Feminino de 2017 foi a 16ª edição do Campeonato Asiático de Handebol Feminino, que ocorreu entre os dias 13 e 22 de março de 2017 na cidade de Suwon, Coreia do Sul. O torneio foi realizado sob a guarda da Federação Asiática de Handebol. Esta foi a segunda vez que o campeonato ocorreu na Coreia do Sul, a última tendo sido em 1995. O campeonato serviu como o torneio qualificatório da região da Ásia para o Campeonato Mundial de Handebol Feminino de 2017.

## Estádio
| Suwon | Suwon            |
| ----- | ---------------- |
| Suwon | Estádio de Suwon |
| Suwon | Capacity: 5,145  |
| Suwon |                  |

## Sorteio
O sorteio foi realizado no dia 11 de janeiro de 2017 no SK Olympic Handball Gymnasium, em Seul. A seleção das Maldivas se retirou do campeonato após o sorteio. O Vietnã havia ficado no grupo B, mas foi movido para o grupo A para balancear os grupos.
| Grupo A       | Grupo B     |
| ------------- | ----------- |
| Coreia do Sul | Japão       |
| China         | Cazaquistão |
| Irã           | Uzbequistão |
| Maldivas      | Hong Kong   |
| Vietnã        |             |

## Arbitragem
Três pares masculinos e dois femininos foram selecionados para atuar como árbitros  do campeonato. Os pares bareinitas, jordanianos e iranianos foram de homens, enquanto os dois pares eram de mulheres.
| Árbitros | Árbitros                                   |
| -------- | ------------------------------------------ |
| Bahrein  | Samir Ali Marhoon Hussain Saeed Al-Mawt    |
| Irão     | Mehdi Tavakoli Ataabadi Saeed Valadkhanian |
| Japão    | Tomoko Ota Mariko Shimajiri                |

| Árbitros      | Árbitros                         |
| ------------- | -------------------------------- |
| Jordânia      | Yaser Eial Awwad Akram Al-Zayyat |
| Coreia do Sul | Eunha Lee Gaeul Lee              |

## Fase de grupos
Tempo em hora local (UTC+9).

### Grupo A
| Pos | Equipe            | Pts | J | V | E | D | GP  | GC  | SG  | Classificado |
| --- | ----------------- | --- | - | - | - | - | --- | --- | --- | ------------ |
| 1   | Coreia do Sul (H) | 6   | 3 | 3 | 0 | 0 | 135 | 57  | +78 | Semifinais   |
| 2   | China             | 4   | 3 | 2 | 0 | 1 | 97  | 61  | +36 | Semifinais   |
| 3   | Vietnã            | 2   | 3 | 1 | 0 | 2 | 54  | 119 | −65 |              |
| 4   | Irã               | 0   | 3 | 0 | 0 | 3 | 61  | 110 | −49 |              |

| 13 de março de 2017 14:15 | China   | 33–8      | Irã      | Suwon Gymnasium, Suwon Árbitros: Al-Zayyat, Awwad |
| 13 de março de 2017 14:15 | Zhang 6 | (17–3)    | Bapiri 3 | Suwon Gymnasium, Suwon Árbitros: Al-Zayyat, Awwad |
| 13 de março de 2017 14:15 | 3×      | Relatório | 3×       | Suwon Gymnasium, Suwon Árbitros: Al-Zayyat, Awwad |

| 13 de março de 2017 16:30 | Coreia do Sul | 48–11     | Vietnã   | Suwon Gymnasium, Suwon Árbitros: Shimajiri, Ota |
| 13 de março de 2017 16:30 | Shin 11       | (22–7)    | Nguyễn 4 | Suwon Gymnasium, Suwon Árbitros: Shimajiri, Ota |
| 13 de março de 2017 16:30 | 1× 3×         | Relatório | 2×       | Suwon Gymnasium, Suwon Árbitros: Shimajiri, Ota |

| 15 de março de 2017 14:15 | Vietnã  | 10–40     | China | Suwon Gymnasium, Suwon Árbitros: Shimajiri, Ota |
| 15 de março de 2017 14:15 | Trang 3 | (5–18)    | Lan 7 | Suwon Gymnasium, Suwon Árbitros: Shimajiri, Ota |
| 15 de março de 2017 14:15 | 2×      | Relatório | 3×    | Suwon Gymnasium, Suwon Árbitros: Shimajiri, Ota |

| 15 de março de 2017 16:30 | Irã            | 22–44     | Coreia do Sul | Suwon Gymnasium, Suwon Árbitros: Al-Mawt, Ali Marhoon |
| 15 de março de 2017 16:30 | four players 3 | (9–23)    | Choi 7        | Suwon Gymnasium, Suwon Árbitros: Al-Mawt, Ali Marhoon |
| 15 de março de 2017 16:30 | 4× 3×          | Relatório | 4× 3×         | Suwon Gymnasium, Suwon Árbitros: Al-Mawt, Ali Marhoon |

| 17 de março de 2017 14:15 | Irã       | 31–33     | Vietnã   | Suwon Gymnasium, Suwon Árbitros: Al-Mawt, Ali Marhoon |
| 17 de março de 2017 14:15 | Yousefi 7 | (11–14)   | Trang 13 | Suwon Gymnasium, Suwon Árbitros: Al-Mawt, Ali Marhoon |
| 17 de março de 2017 14:15 | 4× 3×     | Relatório | 2× 3×    | Suwon Gymnasium, Suwon Árbitros: Al-Mawt, Ali Marhoon |

| 17 de março de 2017 16:30 | Coreia do Sul | 43–24     | China  | Suwon Gymnasium, Suwon Árbitros: Shimajiri, Ota |
| 17 de março de 2017 16:30 | Choi 9        | (21–13)   | Qiao 6 | Suwon Gymnasium, Suwon Árbitros: Shimajiri, Ota |
| 17 de março de 2017 16:30 | 1×            | Relatório | 3× 4×  | Suwon Gymnasium, Suwon Árbitros: Shimajiri, Ota |

### Group B
| Pos | Equipe      | Pts | J | V | E | D | GP  | GC  | SG  | Classificado |
| --- | ----------- | --- | - | - | - | - | --- | --- | --- | ------------ |
| 1   | Japão       | 6   | 3 | 3 | 0 | 0 | 104 | 37  | +67 | Semifinals   |
| 2   | Cazaquistão | 4   | 3 | 2 | 0 | 1 | 84  | 63  | +21 | Semifinals   |
| 3   | Uzbequistão | 2   | 3 | 1 | 0 | 2 | 67  | 93  | −26 |              |
| 4   | Hong Kong   | 0   | 3 | 0 | 0 | 3 | 39  | 101 | −62 |              |

| 14 de março de 2017 14:15 | Cazaquistão   | 35–22     | Uzbequistão | Suwon Gymnasium, Suwon Árbitros: Lee, Lee |
| 14 de março de 2017 14:15 | Alexandrova 8 | (14–13)   | Voronina 12 | Suwon Gymnasium, Suwon Árbitros: Lee, Lee |
| 14 de março de 2017 14:15 | 5× 3×         | Relatório | 4× 3×       | Suwon Gymnasium, Suwon Árbitros: Lee, Lee |

| 14 de março de 2017 16:30 | Japão    | 37–7      | Hong Kong | Suwon Gymnasium, Suwon Árbitros: Al-Mawt, Ali Marhoon |
| 14 de março de 2017 16:30 | Kawata 7 | (17–5)    | Lei 2     | Suwon Gymnasium, Suwon Árbitros: Al-Mawt, Ali Marhoon |
| 14 de março de 2017 16:30 | 1× 3×    | Relatório | 4× 3×     | Suwon Gymnasium, Suwon Árbitros: Al-Mawt, Ali Marhoon |

| 16 de março de 2017 14:15 | Hong Kong | 13–35     | Cazaquistão    | Suwon Gymnasium, Suwon Árbitros: Tavakoli, Valadkhanian |
| 16 de março de 2017 14:15 | Wong 4    | (7–15)    | five players 4 | Suwon Gymnasium, Suwon Árbitros: Tavakoli, Valadkhanian |
| 16 de março de 2017 14:15 | 5× 3×     | Relatório | 1× 3×          | Suwon Gymnasium, Suwon Árbitros: Tavakoli, Valadkhanian |

| 16 de março de 2017 16:30 | Uzbequistão | 16–39     | Japão     | Suwon Gymnasium, Suwon Árbitros: Al-Zayyat, Awwad |
| 16 de março de 2017 16:30 | Voronina 7  | (7–16)    | Kawata 10 | Suwon Gymnasium, Suwon Árbitros: Al-Zayyat, Awwad |
| 16 de março de 2017 16:30 | 4× 3×       | Relatório | 5× 3×     | Suwon Gymnasium, Suwon Árbitros: Al-Zayyat, Awwad |

| 18 de março de 2017 14:15 | Uzbequistão      | 29–19     | Hong Kong | Suwon Gymnasium, Suwon Árbitros: Al-Zayyat, Awwad |
| 18 de março de 2017 14:15 | Abdulhamidova 12 | (13–10)   | Lei 5     | Suwon Gymnasium, Suwon Árbitros: Al-Zayyat, Awwad |
| 18 de março de 2017 14:15 | 8× 3×            | Relatório | 3×        | Suwon Gymnasium, Suwon Árbitros: Al-Zayyat, Awwad |

| 18 de março de 2017 16:30 | Japão            | 28–14     | Cazaquistão | Suwon Gymnasium, Suwon Árbitros: Lee, Lee |
| 18 de março de 2017 16:30 | Kawata, Ohyama 4 | (11–11)   | Rodina 4    | Suwon Gymnasium, Suwon Árbitros: Lee, Lee |
| 18 de março de 2017 16:30 | 3× 4×            | Relatório | 3×          | Suwon Gymnasium, Suwon Árbitros: Lee, Lee |

## Eliminatórias

### Esquema
|  | Semifinais    | Semifinais |                |    | Final | Final |
|  |               |            |                |    |       |       |
|  | 20 de março   |            |                |    |       |       |
|  |               |            |                |    |       |       |
|  | Coreia do Sul | 41         |                |    |       |       |
|  | Coreia do Sul | 41         | 22 de março    |    |       |       |
|  | Cazaquistão   | 20         |                |    |       |       |
|  | Cazaquistão   | 20         | Coreia do Sul  | 30 |       |       |
|  | 20 de março   |            | Coreia do Sul  | 30 |       |       |
|  |               | Japão      | 20             |    |       |       |
|  | Japão         | Japão      | 20             | 27 |       |       |
|  | Japão         |            |                | 27 |       |       |
|  | China         | 26         |                |    |       |       |
|  | China         | 26         | Terceiro lugar |    |       |       |
|  |               |            |                |    |       |       |
|  | 22 de março   |            |                |    |       |       |
|  |               |            |                |    |       |       |
|  | Cazaquistão   | 26         |                |    |       |       |
|  | Cazaquistão   | 26         |                |    |       |       |
|  | China         | 34         |                |    |       |       |

Posições 5-8
|  | Semifinais  | Semifinais  |                |    | Final | Final |
|  |             |             |                |    |       |       |
|  | 20 de março |             |                |    |       |       |
|  |             |             |                |    |       |       |
|  | Vietnã      | 30          |                |    |       |       |
|  | Vietnã      | 30          | 21 de março    |    |       |       |
|  | Hong Kong   | 24          |                |    |       |       |
|  | Hong Kong   | 24          | Vietnã         | 29 |       |       |
|  | 20 de março |             | Vietnã         | 29 |       |       |
|  |             | Uzbequistão | 41             |    |       |       |
|  | Uzbequistão | Uzbequistão | 41             | 29 |       |       |
|  | Uzbequistão |             |                | 29 |       |       |
|  | Irã         | 28          |                |    |       |       |
|  | Irã         | 28          | Terceiro lugar |    |       |       |
|  |             |             |                |    |       |       |
|  | 21 de março |             |                |    |       |       |
|  |             |             |                |    |       |       |
|  | Hong Kong   | 18          |                |    |       |       |
|  | Hong Kong   | 18          |                |    |       |       |
|  | Irã         | 31          |                |    |       |       |

### Semifinais das posições 5-8
| 20 de março de 2017 12:00 | Vietnã  | 30–24     | Hong Kong | Suwon Gymnasium, Suwon Árbitros: Lee, Lee |
| 20 de março de 2017 12:00 | Trang 8 | (14–10)   | Lei 10    | Suwon Gymnasium, Suwon Árbitros: Lee, Lee |
| 20 de março de 2017 12:00 | 3× 2×   | Relatório | 6× 3×     | Suwon Gymnasium, Suwon Árbitros: Lee, Lee |

| 20 de março de 2017 14:15 | Uzbequistão | 29–28     | Irã      | Suwon Gymnasium, Suwon Árbitros: Al-Zayyat, Awwad |
| 20 de março de 2017 14:15 | Voronina 10 | (14–11)   | Bapiri 7 | Suwon Gymnasium, Suwon Árbitros: Al-Zayyat, Awwad |
| 20 de março de 2017 14:15 | 3×          | Relatório | 4× 3×    | Suwon Gymnasium, Suwon Árbitros: Al-Zayyat, Awwad |

### Semifinais
| 20 de março de 2017 16:30 | Coreia do Sul    | 41–20     | Cazaquistão | Suwon Gymnasium, Suwon Árbitros: Shimajiri, Ota |
| 20 de março de 2017 16:30 | três jogadoras 7 | (20–10)   | Tankina 4   | Suwon Gymnasium, Suwon Árbitros: Shimajiri, Ota |
| 20 de março de 2017 16:30 | 2×               | Relatório | 3×          | Suwon Gymnasium, Suwon Árbitros: Shimajiri, Ota |

| 20 de março de 2017 18:45 | Japão    | 27–26     | China  | Suwon Gymnasium, Suwon Árbitros: Al-Mawt, Ali Marhoon |
| 20 de março de 2017 18:45 | Ohyama 8 | (12–12)   | Meng 7 | Suwon Gymnasium, Suwon Árbitros: Al-Mawt, Ali Marhoon |
| 20 de março de 2017 18:45 | 5× 3×    | Relatório | 5× 2×  | Suwon Gymnasium, Suwon Árbitros: Al-Mawt, Ali Marhoon |

### Partida pelo sétimo lugar
| 21 de março de 2017 14:15 | Hong Kong | 18–31     | Irã      | Suwon Gymnasium, Suwon Árbitros: Shimajiri, Ota |
| 21 de março de 2017 14:15 | Lai 4     | (7–14)    | Bapiri 7 | Suwon Gymnasium, Suwon Árbitros: Shimajiri, Ota |
| 21 de março de 2017 14:15 | 3×        | Relatório | 1× 3×    | Suwon Gymnasium, Suwon Árbitros: Shimajiri, Ota |

### Partida pelo quinto lugar
| 21 de março de 2017 16:30 | Vietnã  | 29–41     | Uzbequistão   | Suwon Gymnasium, Suwon Árbitros: Tavakoli, Valadkhanian |
| 21 de março de 2017 16:30 | Trang 9 | (13–17)   | Dilbaarhon 10 | Suwon Gymnasium, Suwon Árbitros: Tavakoli, Valadkhanian |
| 21 de março de 2017 16:30 | 5× 3×   | Relatório | 7× 3×         | Suwon Gymnasium, Suwon Árbitros: Tavakoli, Valadkhanian |

### Partida pelo terceiro lugar
| 22 de março de 2017 14:15 | Cazaquistão | 26–34     | China   | Suwon Gymnasium, Suwon Árbitros: Lee, Lee |
| 22 de março de 2017 14:15 | Abilda 6    | (12–16)   | Zhang 8 | Suwon Gymnasium, Suwon Árbitros: Lee, Lee |
| 22 de março de 2017 14:15 | 2× 3×       | Relatório | 3×      | Suwon Gymnasium, Suwon Árbitros: Lee, Lee |

### Final
| 22 de março de 2017 16:30 | Coreia do Sul | 30–20     | Japão      | Suwon Gymnasium, Suwon Árbitros: Al-Mawt, Ali Marhoon |
| 22 de março de 2017 16:30 | Kim 7         | (11–15)   | Nakayama 5 | Suwon Gymnasium, Suwon Árbitros: Al-Mawt, Ali Marhoon |
| 22 de março de 2017 16:30 | 2×            | Relatório | 3×         | Suwon Gymnasium, Suwon Árbitros: Al-Mawt, Ali Marhoon |

## Qualificação
| Rank | Team          |
| ---- | ------------- |
| 1    | Coreia do Sul |
| 2    | Japão         |
| 3    | China         |
| 4    | Cazaquistão   |
| 5    | Uzbequistão   |
| 6    | Vietnã        |
| 7    | Irã           |
| 8    | Hong Kong     |

|  | Equipe qualificada para o Campeonato Mundial de Handebol Feminino de 2017 |